# Oskar Negt

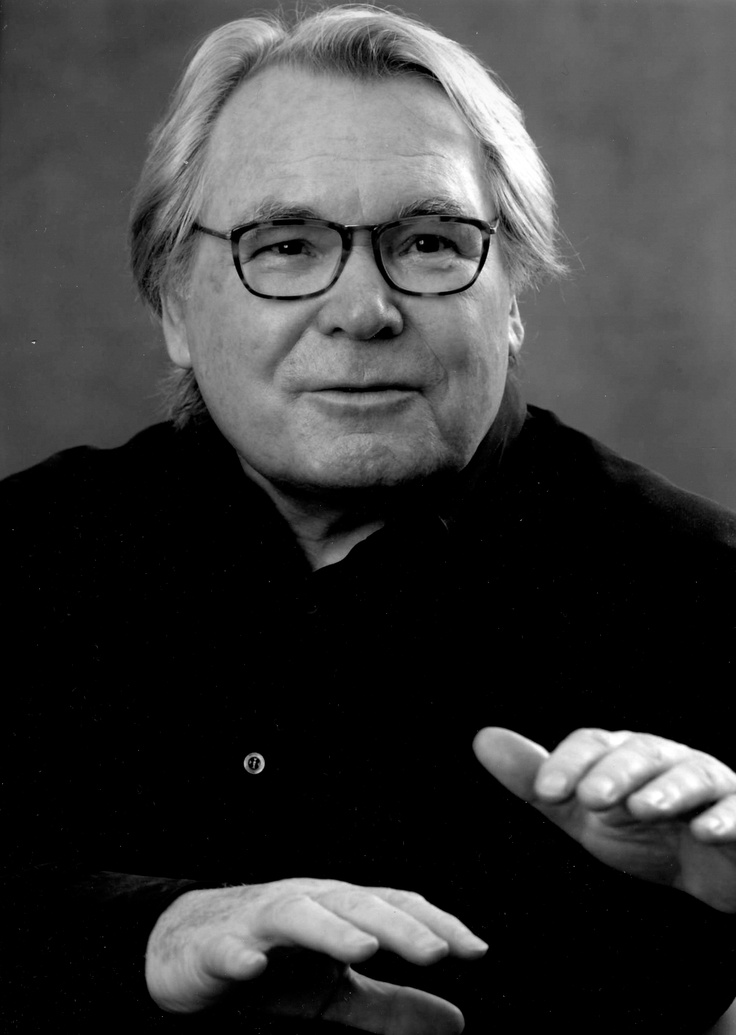
Oskar Negt, 2007

Oskar Reinhard Negt (* 1. August 1934 auf Gut Kapkeim in Ostpreußen; † 2. Februar 2024 in Hannover) war ein deutscher Soziologe und Sozialphilosoph. Von 1970 bis zu seiner Emeritierung im Jahre 2002 war er Lehrstuhlinhaber für Soziologie an der Universität Hannover. Neben seiner wissenschaftlichen Arbeit wandte sich Negt auch immer wieder tagespolitischen Themen zu.

## Leben und Wirken

### Herkunft und akademische Laufbahn
Negt wurde 1934 auf dem ostpreußischen Gut Kapkeim nahe Königsberg als jüngstes von sieben Kindern geboren. Er stammt aus einer Familie von Kleinbauern und Arbeitern. Negt floh im Januar 1945 mit zwei Schwestern über Königsberg und Gotenhafen nach Dänemark, wo er zweieinhalb Jahre lang getrennt von den Eltern mit den beiden Schwestern in einem Flüchtlingslager lebte, ehe er nach Niedersachsen übersiedelte.
Nach dem Besuch der Oberrealschule in Oldenburg begann Negt zunächst ein Studium der Rechtswissenschaften in Göttingen, wechselte dann aber nach Frankfurt am Main, wo er bei Max Horkheimer und Theodor W. Adorno Soziologie und Philosophie studierte. Bei Adorno wurde Negt 1962 mit einer Dissertation über den Gegensatz von Positivismus und Dialektik bei Georg Wilhelm Friedrich Hegel und Auguste Comte promoviert.
Von 1962 bis 1970 war er Assistent von Jürgen Habermas an den Universitäten in Heidelberg und Frankfurt am Main; 1970 wurde er auf den Lehrstuhl für Soziologie der Technischen Universität Hannover, inzwischen Gottfried Wilhelm Leibniz Universität Hannover, berufen, an der er bis zu seiner Emeritierung 2002 lehrte.
Gastprofessuren führten ihn 1973 nach Bern, 1975 nach Wien und 1978 in die USA nach Milwaukee und Madison (Wisconsin).

### Wirken
Negt trat 1956 dem Sozialistischen Deutschen Studentenbund (SDS) bei. Um eine enge Zusammenarbeit der marxistischen Linken mit den Gewerkschaften bemüht, wurde er mit dem Beginn der Studentenbewegung von 1968 einer der Wortführer der Außerparlamentarischen Opposition und später der in Offenbach ansässigen Organisation Sozialistisches Büro. 1954 in die SPD eingetreten, wurde er mit dem Unvereinbarkeitsbeschluss gegenüber dem SDS sieben Jahre später ausgeschlossen. Danach blieb er „konstitutioneller Sozialdemokrat“.
In dem von ihm herausgegebenen Sammelband Die Linke antwortet Jürgen Habermas (1968) griff Negt – zusammen mit Wolfgang Abendroth und anderen SDS-Aktivisten – Habermas (dessen Assistent er zu diesem Zeitpunkt war) wegen dessen während der Studentenunruhen erhobenen Vorwurfs des „linken Faschismus“ an, wofür Negt sich später öffentlich entschuldigte.
Negt war ab den frühen 1960er Jahren den Gewerkschaften eng verbunden. Als Student war er Praktikant in der Bildungsabteilung der IG Metall unter der Leitung von Hans Matthöfer und wurde sodann stellvertretender Leiter einer DGB-Bundesschule in Oberursel. Ursprünglich übernahm Negt nur eine Assistenzstelle. Da der eigentliche Leiter, Herbert Tulatz, mit Organisationshilfe des Gewerkschaftsaufbaus in Nigeria beschäftigt war, übernahm Negt faktisch die Schulleitung.
Hauptsächlich für deren Bildungsarbeit verfasste er Soziologische Phantasie und exemplarisches Lernen. Zur Theorie der Arbeiterbildung (1964, Druckfassung 1968); dies wurde eine seiner einflussreichsten Schriften. Während der gewerkschaftlichen Auseinandersetzungen um die 35-Stunden-Woche in den 1980er Jahren publizierte er die Schrift Lebendige Arbeit, enteignete Zeit. Politische und kulturelle Dimensionen des Kampfes um die Arbeitszeit (1984), die im Unterschreiten des 8-Stunden-Tags und der 40-Stunden-Woche ein utopisches Potential vermutete.
1972 gründete Negt mit einer Initiativgruppe von gewerkschaftsorientierten Eltern, Hochschullehrern und Pädagogen die Glockseeschule in Hannover. Diese sollte nach dem pädagogischen Prinzip der Selbstregulation arbeiten und exemplarisches Lernen durch Projektunterricht praktizieren. Negt leitete über zehn Jahre lang die wissenschaftliche Begleitung dieser Schule.
Aus der 1972 begonnenen langjährigen Kooperation mit dem Schriftsteller Alexander Kluge entstanden zahlreiche Gemeinschaftswerke wie die Schriften Öffentlichkeit und Erfahrung (1972) und Geschichte und Eigensinn (1981) sowie das Buch Maßverhältnisse des Politischen (1992). Im Jahre 2001 veröffentlichten die beiden die zweibändige Werksammlung Der unterschätzte Mensch. Darüber hinaus entstanden bis 2010 nahezu 50 über die dctp im deutschen Privatfernsehen ausgestrahlte Fernsehdialoge mit Kluge.
1994 begründete Negt die Loccumer Initiative kritischer Wissenschaftlerinnen und Wissenschaftler mit, die sich nach eigenen Angaben aus Sorge um „die geistig-politische Vorherrschaft konservativer und neo-liberaler Ideologien im öffentlichen Leben“ zusammengefunden hatte.
Im Bundestagswahljahr 1998 ergriff er Partei für den SPD-Kanzlerkandidaten Gerhard Schröder und wurde Teil seines Beraterstabes. Es entstand die Schrift Warum SPD? – Sieben Argumente für einen nachhaltigen Macht- und Politikwechsel (1998). 2013 unterzeichnete er einen Prominenten-Aufruf gegen die Große Koalition und rief die SPD-Mitglieder zur Ablehnung des Koalitionsvertrags auf.
Negt verband als Wissenschaftler die Soziologie mit der Philosophie. Über seine Position innerhalb der Academia meinte Negt selbst: „Im Grunde bin ich in meiner ganzen wissenschaftlichen Entwicklung durch das Raster der Disziplinen gefallen.“
2019 legte Negt mit Erfahrungsspuren. Eine autobiographische Denkreise seine Autobiografie vor.

## Werk

### Bildungsbegriff
Negt sah ähnlich wie Charles Wright Mills soziologische Phantasie an erfahrungsorientierte Bildungsarbeit geknüpft. Das Gelingen einer solchen Kopplung läge darin, „die grundlegenden, oft verdrängten oder verzerrt wahrgenommenen Konflikte des Individuums als strukturelle Widersprüche der Gesellschaft zu erklären und von bloßen Symptomen derartiger Konflikte zu unterscheiden.“
Negt propagierte gesellschaftliche Schlüsselqualifikationen, eine Entwicklung von Kompetenzen in den Dimensionen des Lebens:
- Identitätskompetenz – als Umgang mit bedrohten und gebrochenen Identitäten
- ökologische Kompetenz – als einen pfleglichen Umgang mit Menschen, Dingen und der Natur
- technologische Kompetenz – als ein Begreifen gesellschaftlicher Wirkungen von Technik und als Entwicklung von Unterscheidungsvermögen
- historische Kompetenz – als Erinnerungs- und Utopiefähigkeit
- Gerechtigkeitskompetenz – als eine Sensibilität für Enteignungsverfahren, für Recht und Unrecht, für Gleichheit und Ungleichheit
- Ökonomische Kompetenz – „Wie der Markt funktioniert, was seine Gesetze sind, ist der Lerngegenstand, der heute not tut“, weil die „Überstülpung der Gesellschaft durch betriebswirtschaftlichen Imperialismus“ volkswirtschaftliche Sichtweisen „aufgezehrt“ habe.

### Lebendige Arbeit, enteignete Zeit–Wozu noch Gewerkschaften?
Oskar Negt beschäftigte sich schon in seinen frühesten Publikationen mit den Gewerkschaften. So hat er bereits 1968 mit Soziologische Phantasie und exemplarisches Lernen. Zur Theorie der Arbeiterbildung ein Konzept zur gewerkschaftlichen Bildungsarbeit vorgelegt. 1984 hat er mit der Publikation Lebendige Arbeit, enteignete Zeit. Politische und kulturelle Dimensionen des Kampfes um die Arbeitszeit argumentativ in den Arbeitskampf um die 35-Stunden-Woche eingegriffen. Die Unterschreitung des 8-Stunden-Tags bezeichnete er darin als „epochalen Einschnitt in der Kampfgeschichte um Arbeitszeitverkürzung“. Mit der quantitativen Umschichtung von entfremdeter Arbeitszeit zu „Emanzipations- und Orientierungszeit“ eröffne sich die Perspektive für eine „Neuorganisation des Systems gesellschaftlicher Arbeit“; der überschießende Symbolgehalt bestehe darin, als wäre die 35-Stunden-Woche „bereits der qualitative Sprung in eine neue Gesellschaft“.
In seinen neueren Büchern beschäftigt er sich mit den Fragen von Arbeit, Würde und Globalisierung. In seiner Streitschrift Wozu noch Gewerkschaften? (2004) richtete Negt an die Gewerkschaften kritisch die Frage nach deren neuen Herausforderungen. Politisches Engagement folge nicht mehr dem traditionellen organisatorischen Typ, und die Zeiten, in denen Gewerkschaften die Zukunftsperspektive und das Monopol auf den Fortschritt gepachtet hatten, seien vorbei. Negt sieht die Gewerkschaften grundsätzlich verpflichtet, sich auch um die außerbetrieblichen Bereiche zu kümmern. Insbesondere soll das Kulturmandat erweitert werden. Negt geht es darum, dass die Gewerkschaften heutzutage sich nicht ausschließlich für einen ökonomisch verengten Interessenkampf einsetzen, sondern Freizeit und Kultur stärker ins Visier nehmen und ihre außerbetrieblichen Angebote entsprechend ausweiten sollten. Eine Selbstbeschränkung der Gewerkschaften auf ihre traditionelle Rolle sei zum Scheitern verurteilt. Im Zeitalter einer hohen Mobilität des Kapitals lasse dieses sich nicht mehr mit Organisationen auf einen Kampf ein. Es weiche einer solchen Konfrontation vielmehr aus und wandere ab. Dennoch soll in einer Zeit, in der Gewerkschaften immer mehr Kompetenzen abgenommen werden, immer daran erinnert werden, dass es die Gewerkschaften waren, die den mächtigen Industriellen Zugeständnisse abgerungen haben. Nach Negt: „[…] Denn Sozialstaat und Demokratie bildeten eine unzertrennbare Einheit. Wer den Sozialstaat in seinem Kern beschädigt, legt die Axt an die Wurzel der Demokratie.“ Negt nimmt den Menschen als Ganzes in den Blick und geht auf die Probleme auch außerhalb des Arbeitslebens ein. Umweltverschmutzung und Lärmbelästigung etwa sind Probleme, die von der kapitalistischen Produktionsweise hervorgebracht werden.

### Arbeit und menschliche Würde
Der Mensch wird durch die Ökonomie geleitet und gesteuert. Nach Negt ist es daher vorrangig die Aufgabe der Gewerkschaften, ein „Kulturmandat“ wahrzunehmen. Die Gewerkschaften seien schon durch ihre eigene Tradition dazu verpflichtet, auch an der außerbetrieblichen Front tätig zu werden. In seinem Buch „Arbeit und menschliche Würde“ beschreibt Negt, dass die faktischen Auswirkungen andauernder Arbeitslosigkeit einen Gewaltakt darstellen, der Millionen Menschen ihrer Würde beraubt und dies, obwohl die Industriestaaten heute so reich sind wie nie zuvor. Negts Ideen gehen von den momentanen Machtverhältnissen unserer Gesellschaft aus. Er spricht dabei von zwei Ökonomien. Die erste Ökonomie folgt den Gesetzen des Marktes. Die zweite Ökonomie, die sich nicht nach den Regeln des Marktes richten soll, befasst sich mit dem Gemeinwohl der Gesellschaft. Negt möchte dazu nicht die Eigentumsverhältnisse ändern, er vertritt vielmehr eine linkssozialdemokratische Position, die dem Kapital Grenzen setzen will.

### Öffentlichkeit und Erfahrung
Eine umfangreiche Publikation, die er 1972 zusammen mit Alexander Kluge verfasste, trug den Titel Öffentlichkeit und Erfahrung: Zur Organisationsanalyse von bürgerlicher und proletarischer Öffentlichkeit. Sie wollte ein Fundament dafür liefern, wie die Impulse des Aufbruchs von 1968 in eine langfristige Strategie zur „Verlebendigung“ der öffentlichen Meinungs- und Willensbildung umgesetzt werden können.
Negt und Kluge zeigten, dass die Subjekte „die bloße Abbildung der Realität“ sich nur dann aneignen, wenn sie wissen, dass sie eine Handlungsalternative haben: „Erst aus dieser Handlungsmöglichkeit könnte sich ihr Interesse am Realismus rekrutieren.“
In der Diskussion um die Person Joschka Fischers und dessen Verbindung zur 68er-Generation meldete sich Oskar Negt zu Wort: Die Hetzjagd auf Joschka Fischer habe eine über die Tagespolitik hinausgehende Bedeutung. Dadurch solle die Utopie oder die Alternative zum Kapitalismus, die 1968 aufgeworfen wurde, diskreditiert werden, indem sie mit Gewalt in Zusammenhang gebracht werde, und so die konservative Hegemonie gestärkt werden.

## Auszeichnungen
- 1996: Niedersachsenpreis für Publizistik
- 2006: Bundesverdienstkreuz (1. Klasse)
- 2008: Bruno-Kreisky-Preis für das politische Buch, mit Alexander Kluge[10]
- 2011: August-Bebel-Preis[11]

## Schriften (Auswahl)

### Bücher
- Strukturbeziehungen zwischen den Gesellschaftslehren Comtes und Hegels. Frankfurt am Main 1964.
- Soziologische Phantasie und exemplarisches Lernen. Zur Theorie der Arbeiterbildung. Frankfurt am Main 1968.
- (Hrsg.): Die Linke antwortet Jürgen Habermas. Frankfurt am Main 1968.
- Politik als Protest. Reden und Aufsätze zur antiautoritären Bewegung. Frankfurt am Main 1971. Werkausgabe Band 3, Steidl, ISBN 978-3-86930-878-4.
- mit Alexander Kluge: Öffentlichkeit und Erfahrung. Zur Organisationsanalyse von bürgerlicher und proletarischer Öffentlichkeit. Frankfurt am Main 1972.
- Keine Demokratie ohne Sozialismus. Über den Zusammenhang von Politik, Geschichte und Moral. Frankfurt am Main 1976.
- mit Alexander Kluge: Geschichte und Eigensinn. Geschichtliche Organisation der Arbeitsvermögen – Deutschland als Produktionsöffentlichkeit – Gewalt des Zusammenhangs. Frankfurt am Main 1981.
- Lebendige Arbeit, enteignete Zeit. Politische und kulturelle Dimensionen des Kampfes um die Arbeitszeit. Frankfurt am Main/New York 1984.
- Alfred Sohn-Rethel. Bremen 1988.
- Modernisierung im Zeichen des Drachen. China und der europäische Mythos der Moderne. Reisetagebuch und Gedankenexperimente. Frankfurt am Main 1988.
- Die Herausforderung der Gewerkschaften. Plädoyers für die Erweiterung ihres politischen und kulturellen Mandats. Frankfurt am Main/New York 1989.
- mit Alexander Kluge: Maßverhältnisse des Politischen: 15 Vorschläge zum Unterscheidungsvermögen. Frankfurt am Main 1992.
- Kältestrom. Göttingen 1994, ISBN 3-88243-358-2.
- Unbotmäßige Zeitgenossen. Annäherungen und Erinnerungen. Frankfurt am Main 1994.
- Achtundsechzig. Politische Intellektuelle und die Macht. Göttingen 1995.
- Kindheit und Schule in einer Welt der Umbrüche. Göttingen 1997.
- mit Hans Werner Dannowski: Königsberg – Kaliningrad. Reise in die Stadt Kants und Hamanns. Göttingen 1998.
- Warum SPD? 7 Argumente für einen nachhaltigen Macht- und Politikwechsel. Göttingen 1998.
- mit Alexander Kluge: Der unterschätzte Mensch. Frankfurt am Main 2001. (Kompilation der Zusammenarbeit mit Kluge)
- Arbeit und menschliche Würde. Göttingen 2001, ISBN 3-88243-786-3.
- Kant und Marx. Ein Epochengespräch. Göttingen 2003, ISBN 3-88243-897-5
- Wozu noch Gewerkschaften? Eine Streitschrift. Steidl Verlag, 2004, ISBN 3-86521-165-8.[12]
- Die Faust-Karriere. Vom verzweifelten Intellektuellen zum gescheiterten Unternehmer. Göttingen 2006, ISBN 3-86521-188-7.
- Der politische Mensch. Demokratie als Lebensform. Steidl Verlag, Göttingen 2010, ISBN 978-3-86521-561-1.
- Gesellschaftsentwurf Europa: Plädoyer für ein gerechtes Gemeinwesen. Steidl Verlag, Göttingen 2012, ISBN 978-3-86930-494-6.
- Nur noch Utopien sind realistisch: Politische Interventionen. Steidl Verlag, Göttingen 2012, ISBN 978-3-86930-515-8.
- Überlebensglück. Steidl Verlag, Göttingen 2016, ISBN 978-3-95829-212-3.
- Werkausgabe. Steidl Verlag, Göttingen 2016, ISBN 978-3-86930-768-8.
- Europa jetzt! Eine Ermutigung. Mit Emanuel Herold, Tom Kehrbaum und Ulrike Guérot. Steidl Verlag, Göttingen 2018, ISBN 978-3-95829-431-8.
- Erfahrungsspuren. Eine autobiographische Denkreise. Steidl Verlag, Göttingen 2019, ISBN 978-3-95829-522-3.
- Politische Philosophie des Gemeinsinns. Band 1: Ursprünge europäischen Denkens: Die griechische Antike. Mit einem Nachwort von Hendrik Wallat, Steidl Verlag, Göttingen 2019, ISBN 978-3-95829-650-3.
- Politische Philosophie des Gemeinsinns. Band 2: Philosophie und Gesellschaft: Immanuel Kant. Mit einem Nachwort von Hendrik Wallat, Steidl Verlag, Göttingen 2020, ISBN 978-3-95829-821-7.
- Politische Philosophie des Gemeinsinns. Band 3: Politik der Ästhetik: Die Romantik. Mit einem Nachwort von Hendrik Wallat, Steidl Verlag, Göttingen 2022, ISBN 978-3-95829-982-5.

Gesammelte Werke
Der Steidl Verlag in Göttingen hat die Gesammelten Werke Negts noch zu seinen Lebzeiten in 20 Bänden herausgegeben.

### Artikel in Zeitschriften
- Menschenwürde und Arbeit. In: Betrifft JUSTIZ. Nr. 85, 2006.
- Gewerkschaften – wohin? In: HLZ. (Mitgliederzeitschrift der GEW Hessen) vom 9. Oktober 2007.
- Demokratie als Lebensform. Mein Achtundsechzig. In: Aus Politik und Zeitgeschichte. 31. März 2008.

### Artikel in Zeitungen
- Ironie der Geschichte oder: Der Kaiser ist nackt. Über alte und neue Kleider, den Kapitalismus, die Globalisierung und die Notwendigkeit der Solidarität. In: Frankfurter Rundschau. 4. Juli 1998.
- Die Aufdringlichkeit der Sinne. Vom machtgeschützten Verlust der gesellschaftlichen Sehkraft. In: Frankfurter Rundschau. 28. Juni 2000.
- Der gute Bürger ist derjenige, der Mut und Eigensinn bewahrt. Reflexionen über das Verhältnis von Demokratie, Bildung und Tugenden. In: Frankfurter Rundschau. 16. September 2002.
- Der Symbolvorrat ist aufgezehrt. – Der Soziologe Negt über Gewerkschaften In: Die Tageszeitung. 12. Oktober 2009.

## Interviews
- Bildung: «Unwissen marginalisiert». (Memento vom 16. Oktober 2010 im Internet Archive) Gespräch mit Urs Hafner. In: Die Wochenzeitung. 8. Januar 2004.
- Die Gewerkschaft braucht eine Idee. Gespräch mit Robert Misik. In: taz. 24. Mai 2006.
- Demokratie muss gelernt werden. (Memento vom 10. April 2014 im Internet Archive) Gespräch mit Helga Haas-Rietschel. In: Erziehung und Wissenschaft. 7–8/2008, S. 12.
- „In dieser Gesellschaft brodelt es“,….über die Risse in der Sozialordnung, die Notwendigkeit politischer Bildung und die Spannung zwischen Wirklichkeit und Utopie. auf: Spiegel online, 9. August 2010
- Signale des Zorns. (Memento vom 20. September 2019 im Internet Archive) In: der Freitag. 27. Januar 2011.
- Oskar Negt. Vom Kriegskind zum unermüdlichen Demokraten. Moderation: Katrin Heise, 36 Minuten, Deutschlandradio Kultur, 8. November 2016

### Nachrufe
- Nachruf: Wir trauern um Oskar Negt, Zeitschrift Sozialismus, 3. Februar 2024
- Stefan Reinecke: Nachruf auf Oskar Negt: Es gibt immer eine Lösung, veröffentlicht am 3. Februar 2024 auf taz.de.
- Frank-Walter Steinmeier: Bundespräsident Steinmeier kondoliert zum Tod von Oskar Negt, veröffentlicht am 3. Februar 2024.
- Tobias Kröll: Nur noch die Utopien sind realistisch, veröffentlicht in: Zeitschrift Luxemburg, 7. Februar 2024, ISSN 1869-0424.
- Jürgen Habermas: Bildung als Erfahrung. Erinnerung an Oskar Negt, veröffentlicht am 12. Februar 2024 auf soziopolis.
- Jörg Später: Der sozialistische Praktiker der Kritischen Theorie. Nachruf auf Oskar Negt, veröffentlicht am 12. Februar 2024 auf soziopolis.
- Stefanie Hürtgen: Oskar Negt (1. August 1934 – 2. Februar 2024) Ein Nachruf aus dem IfS, 26. Februar 2024.